# Lucas Fischer
Lucas Fischer (Möriken-Wildegg, 30 de agosto de 1990) es un deportista suizo que compitió en gimnasia artística. Ganó una medalla de plata en el Campeonato Europeo de Gimnasia Artística de 2013, en las barras paralelas.

## Palmarés internacional
| Campeonato Europeo | Campeonato Europeo | Campeonato Europeo | Campeonato Europeo |
| Año                | Lugar              | Medalla            | Prueba             |
| ------------------ | ------------------ | ------------------ | ------------------ |
| 2013               | Moscú (Rusia)      | Medalla de plata   | Paralelas          |